# A. B. Mendes Cadaxa
Armando Branco Mendes Cadaxa (São Paulo, 1917 - Nova Friburgo, 2011), conhecido como A. B. Mendes Cadaxa, é um diplomata e poeta brasileiro.

## Biografia
Nasceu na cidade de São Paulo, em 1917. Realizou seus estudos iniciais em São Paulo, Coimbra e Lisboa. Diplomou-se em Direito em Niterói. Serviu em diversos consulados brasileiros pelo mundo, atuando na Argentina, Estados Unidos da América, Haiti, Itália, Jamaica, Polónia, Alemanha, Suíça, Trinidad e Tobago, União Soviética e Uruguai.
Veio a falecer em Nova Friburgo, em 2011.

## Obras
É autor de uma longa produção bilíngue entre o inglês e o português. Em inglês publicou "Earthquake at Delphi" (Londres: Outposts, 1966); "The Rebouding Stone" (Londres: Outposts, 1967); "Exultet-Exaltet", com a poetisa inglesa Marguerite Edmonds (Port-au-Prince: Théodore, 1969); "The Shadows Within" (Londres: Mitre Press, 1972) e "Burnt Siena" (Londres: Outposts, 1979).
Suas principais produções poéticas em português foram reunidas na obra "Forma, Espaço, Tempo", publicado em 1998. Essa coletânea inclue "Promontório" (1996) que recebeu o Prêmio Jabuti de Poesia) em 1997, "Elegias das Serras Menores" (1992), "Sombras" (1993), "A Volta do Compasso" (1997), "Perspectiva desde a Rocha" (1995, que recebeu o Prêmio Nacional de Poesia do PEN Clube do Brasil) e "Terra de Siena" (1994).
Publicou o romance "Donina", que recebeu o Prêmio Érico Veríssimo, pela Câmara Municipal de Porto Alegre.

### Tradução
Conjuntamente a sua carreira na diplomacia, atuou por 28 anos como co-editor da Revista Envoi de poesia, tendo traduzido diversos poetas brasileiros para o inglês. Também traduziu obras da literatura chinesa. Podemos citar, a esse respeito, as obras "Escadaria de Jade" e "Poemas Tardios" de Meng Chiao.Recebeu por seus trabalhos a medalha Paulo Rónai, pela União Brasileira de Escritores e o Prêmio Joaquim Norberto da Academia Carioca de Letras.